# Schweißerstempel
Ein Schweißerstempel ist eine besondere Art des Schlagstempels zur Kennzeichnung und Signierung von Schweißarbeiten zum Zweck der Rückverfolgbarkeit und Kontrolle. Der Schweißerstempel besteht aus einem quadratischen Schaft, einem angedrehten Schlagkopf und dem an der Stirnseite gravierten Text oder Motiv, welcher in das Werkstück mittels eines Hammerschlages eingeprägt wird.
In der Praxis sind Gravuren mit den Initialen des Unternehmens, des Schweißarbeiters, Schichtnummern, Personalnummern und fortlaufende Nummerierungen meist in Kreis-, Oval- oder Quadratumrandungen gängig.
Aber auch Logos und Motive sind einprägbar. Die Gravuren sind „scharf“ graviert, damit sich der Stempel leichter abbildet.
Schweißerstempel sind aus hochwertigem Werkzeugstahl gefertigt, vergütet und angelassen.